# Osteosarkom
Osteosarkom, en typ av skelettcancer, är en sällsynt form av cancer som uppstår genom att benvävnadsceller genomgår en förändring i sin utveckling och producerar elakartad benvävnad. Det finns andra typer av skelettcancer som Ewings sarkom och kondrosarkom.

## Incidens
Osteosarkom är den vanligaste typen av skelettcancer hos barn och ungdomar. I Sverige drabbas någonstans mellan 18 och 27 personer per år, varav 90% är under 30 år. Sjukdomen debuterar vanligen vid 10-30 års ålder, och medianåldern vid diagnos är 15 år. Sjukdomen är 50% vanligare bland pojkar än flickor.
Osteosarkom uppträder vanligtvis i de långa rörbenens ändar, med 42 % i lårbenet, 19 % i skenbenet och 10 % i överarmsbenet. Omkring 8 % av alla fall uppkommer i skallbenet och käken och ytterligare 8 % observeras i bäckenet.
De flesta patienterna (75-80%) har endast lokal sjukdom vid diagnos. Detta innebär att endast 20-25% av patienterna har metastaserad sjukdom vid sin första kontakt med vården. Dock antas ett betydligt större antal patienter ha så kallade mikrometastaser redan vid diagnos, metastaser som är så små att de inte kan upptäckas med dagens teknik.  De vanligaste ställena för metastaser vid osteosarkom innefattar lungorna och andra ben. 

## Symtom
Det vanligaste symtomet vid osteosarkom är bensmärta. Typiskt är att det gör ont i ett ben eller en led även när man vilar. Andra symtom kan vara rodnad, svullnad och stelhet utan att det gör ont.

## Diagnos
Vanlig röntgen bekräftar direkt, eller utesluter, om det rör sig om en malign (elakartad) tumör. Med datortomografi och magnetkamera kan man bestämma hur stor tumören är och om eventuella mjukdelar kring benet är drabbade.

## Behandling
Behandlingen av osteosarkom bygger på kirurgi för att operera bort tumören följt av cytostatikabehandling, ibland i kombination med immunostimulerande behandling. Immunostimulerande behandling är en ny behandling och ökar möjligheterna att hindra metastaser i lungorna. 
Ofta börjar man med att ge en intensiv cytostatikabehandling som har som mål att minska tumörens storlek inför operationen. Osteosarkom är inte särskilt känsligt för strålbehandling som annars är vanligt vid andra former av cancerbehandling.

## Kirurgisk behandling
Att operera bort tumören med bred marginal är ofta inte svårt. Numera kan man vanligen ta bort tumörområdet med omgivande vävnad utan behov av amputation. Trots att man kan operera bort hela tumören finns det ofta tumörceller kvar i kroppen som kan sprida sig med blodet. Därför hjälper det inte att behandla mer lokalt där tumören satt utan hela kroppen måste behandlas. Detta görs med olika former av läkemedel. Om man behöver ta bort delar av skelettet opererar man in olika typer av proteser som i de flesta fall ger en mycket god funktion. Tumörens läge avgör helt och hållet hur operationen ska genomföras och vilken typ av protes som kan bli nödvändig.

## Läkemedelsbehandling
Cytostatika (cellgiftsbehandling) har länge varit det enda alternativet vid osteosarkom. Med kirurgi och en kombination av olika cytostatika har man lyckats förbättra prognosen väsentligt under de senaste decennierna. Idag blir ca 65% av patienterna botade. Genom en ny typ av behandling som stimulerar kroppens eget immunförsvar, så kallad immunostimulerande behandling, kan man ytterligare förbättra prognosen vid osteosarkom.  Immunostimulerande behandling ges i kombination med cytostatika och kan användas i de fall där tumören inte har spridit sig för att hindra uppkomsten av metastaser i lungorna. Immunostimulerande behandling är i dag endast godkänt vid behandling av osteosarkom hos barn, ungdomar och unga vuxna.